# Manusa
Manusa es una empresa multinacional española con sede en San Cugat del Vallés (Barcelona) y planta de producción en Valls (Tarragona), dedicada a la fabricación de puertas automáticas y sistemas de control de acceso.

## Historia
Manusa es una empresa familiar fundada por José María Guilera Nubiola. La empresa inició su actividad en 1966 con la fabricación de puentes-grúa manuales. Unos años más tarde, en 1971, amplió su actividad a la fabricación de puertas automáticas con tecnología neumática para diversos sectores y en 1990 inició su actividad internacional.
En 2015 adquirió la empresa Ferroflex, especializada en el diseño, fabricación, instalación y mantenimiento de puertas automáticas para el sector industrial. Esta empresa fue creada en el año 1998 y su sede se encuentra en la localidad barcelonesa de Polinyá, en la comarca del Vallés Occidental. Cuenta con productos de cerramiento industrial como las puertas rápidas, las enrollables, las cortafuego, las apilables, las seccionales, el abrigo y la rampa para muelles de carga, las puertas de cortinas de lamas o las puertas peatonales batientes, entre otros modelos.
Manusa tiene delegaciones propias en Brasil, Portugal, Italia y China, y a través de su red de distribución tiene presencia en más de 90 países.
Algunos proyectos destacados en los que ha participado son el palacio del Kremlin en Moscú, el metro de Dubái o el BRT de Islamabad (Pakistán).
En la actualidad, la compañía cuenta con cinco delegaciones en la Península ibérica y más de 300 trabajadores, y produce más de 20.000 puertas automáticas al año.